# Klady
Klady (Russisch: Клады, ook: Хашпек, Chasjpek) is een archeologische vindplaats in het dal van de Fars nabij de stanitsa Novosvobodnaja (voorheen Tsarskaja) in de Russische republiek Adygea. Volgens de meest verbreide versie is de naam afgeleid van de eigenaar van het land, de Kozak Kladov. Het is beroemd om zijn groep grafheuvels. 
Tot voor kort werden deze en andere soortgelijke bouwwerken in de Noordelijke Kaukasus gewoonlijk "grote Koeban-koergans" genoemd. De site is wereldberoemd dankzij de opvallende archeologische monumenten, die een aantal tijdperken en culturen bestrijken: de Novosvobodnajacultuur uit de vroege bronstijd (grafheuvel-begraafplaats met megalithische graven), de dolmencultuur van de Westelijke Kaukasus uit de midden-bronstijd (nederzetting, overblijfselen van dolmen), en de Maeotische cultuur uit de late bronstijd en de vroege ijzertijd (begraafplaats met grafheuvels en vlakgraven). 
De belangrijkste vindplaatsen omvatten ook een gebied op 1 km afstand, soms site 2 genoemd, waar een nederzetting van de Novosvobodnajacultuur werd ontdekt, naast tekenen van een nederzetting van de dolmencultuur, drie hunebedden onder grafheuvels en de overblijfselen van een veelzijdige tombe.

## Geschiedenis van de studie
In 1898 opende de archeoloog Nikolaj Veselovski enkele van de heuvels met een "put" en ontdekte uit steenplaten gemaakte graven met twee kamers. In 1936 en 1950 maakte archeoloog Aleksandr Jessen een plattegrond van de grafheuvel. In 1967 ontdekte de Majkopse archeoloog Psjimaf Aoetlev hier een nederzetting van de dolmencultuur en noemde deze Novosvobodnenskoje 1, nu de nederzetting van Klady. Een nieuwe studiefase (1979-2000) was geassocieerd met de archeoloog Aleksej Rezepkin, die zich bezighield met opgravingen van de grote grafheuvels en onder de grafheuvels in Klady 2 een nederzetting ontdekte (Novosvobodnenskoje-nederzetting). De Maeotische begraafplaats Fars/Klady werd ook ontdekt door Rezepkin en vervolgens onderzocht door een expeditie van Vladimir Ehrlich (Museum voor Oosterse Kunst, Moskou). Eind 2016 markeerde een verkenningsexpeditie van Rezepkin het einde van het onderzoek naar de grafheuvels van Klady. 